# Heterusia hippomenatoides
Heterusia hippomenatoides är en fjärilsart som beskrevs av Paul Dognin 1895. Heterusia hippomenatoides ingår i släktet Heterusia och familjen mätare. Inga underarter finns listade i Catalogue of Life.